# رابسون تولیدو
رابسون تولیدو (به پرتغالی: Robson Toledo Machado) هافبک اهل برزیل است که در شهر سائوپائولو و در تاریخ ۱۸ ژوئیهٔ ۱۹۸۱ به دنیا آمده‌است.
رابسون تولید و در تیم‌های فوتبال Rieti سابقهٔ حضور دارد.